# Большой Падимейты
Большой Падимейты (также Большой Падимей-Ты) — озеро в Ненецком автономном округе, входящее в группу Падимейских озёр, включающую также расположенное к северо-востоку озеро Малый Падимейты и ряд более мелких озёр. Является истоком реки Большая Падимейтывис, бассейн реки Большая Роговая. Расположенное в тундровой зоне, озеро характеризуется относительно небольшой глубиной и низкой минерализацией воды.

Высота над уровнем моря — 3,6 м.
Площадь озера составляет 13,45 км², водосборная площадь: 41,6 км². Объём воды — 62,76 км³. Озеро пресноводное. Максимальная глубина составляет 7 метров, что типично для подобных районов. Расстояние до ближайшего населённого пункта 58,24 км.